# فینال لیگ کونکاکاف ۲۰۲۰
فینال لیگ کونکاکاف ۲۰۲۰ بازی نهایی لیگ کونکاکاف ۲۰۲۰، چهارمین دوره لیگ کونکاکاف، مسابقات فوتبال باشگاهی رده دوم بود که توسط کونکاکاف، نهاد حاکم منطقه‌ای آمریکای شمالی، آمریکای مرکزی و کارائیب، سازماندهی شده بود.
فینال در قالب تک مسابقه بین تیم‌های آلاخولنسه و ساپریسا، که هر دو باشگاه اهل کاستاریکا بودند، برگزار شد. فینال در تاریخ ۳ فوریه ۲۰۲۱ به میزبانی آلاخولنسه در ورزشگاه آلخاندرو موریرا سوتو در آلاخوئلا برگزار شد.

## تیم‌ها
| تیم       | منطقه                  | فینال‌های قبلی (پررنگ نشانه قهرمانی است) |
| --------- | ---------------------- | --------------------------------------- |
| آلاخولنسه | آمریکای مرکزی (اونکاف) | نداشته                                  |
| ساپریسا   | آمریکای مرکزی (اونکاف) | ۱ (۲۰۱۹)                                |

## مسیر تا فینال
توجه: در تمام نتایج زیر، امتیاز فینالیست ابتدا ذکر شده است (H: میزبان؛ A: مهمان).
| آلاخولنسه     | آلاخولنسه       | مرحله             | ساپریسا   | ساپریسا |
| ------------- | --------------- | ----------------- | --------- | ------- |
| حریف          | نتیجه           | لیگ کونکاکاف ۲۰۲۰ | حریف      | مج.     |
| سیبائو        | ۳–۰ (H)         | مرحله مقدماتی     | استراحت   | استراحت |
| سان فرانسیسکو | ۱–۰ (H)         | یک‌هشتم نهایی      | مونیسیپال | ۴–۱ (H) |
| رئال استیلی   | ۲–۱ (H)         | یک‌چهارم نهایی     | ماراتن    | ۲–۰ (A) |
| المپیا        | ۰–۰ (۵–۴ پ) (H) | نیمه نهایی        | آرکاهای   | ۵–۰ (H) |

## مسابقه
| آلاخولنسه                          | ۳–۲   | ساپریسا                    |
| ---------------------------------- | ----- | -------------------------- |
| - سکیرا ۳۳' - رومان ۶۳' - لوپس ۶۶' | گزارش | - بولانوس ۱۸' - آنگولو ۸۷' |

| آلاخولنسه | ساپریسا |

## بعد از مسابقه
هر دو تیم آلاخولنسه و ساپریسا به دلیل عملکردشان در لیگ کونکاکاف، جواز حضور در لیگ قهرمانان کونکاکاف ۲۰۲۱ را کسب کردند. آلاخولنسه در مرحله اول به مصاف آتلانتا یونایتد از ایالات متحده رفت، در حالی که ساپریسا با تیم آمریکایی فیلادلفیا یونیون بازی کرد.